# Штангенинструмент
Штангенинструмент (нем. Stangen — стержень, пруток, и так далее) — общее название нескольких разновидностей специальных измерительных приборов (инструментов).
Штангенци́ркуль (нем. Messschieber, англ. Vernier caliper, от Stangenzirkel, реечный циркуль) — универсальный измерительный прибор, предназначенный для не высокоточных измерений наружных и внутренних линейных размеров, а также глубин отверстий.
Штангенциркуль — один из самых распространённых приборов измерения благодаря простой конструкции, удобству в обращении и быстроте в работе. Является подвидом штангенинструмента, к которому относятся также штангенрейсмас, штангенглубиномер и другие.

## История
Первые аналоги штангенциркуля появились ещё в древности. Археологические находки свидетельствуют, что в Древнем Китае (эпоха Хань, 206 г. до н. э.— 220 г. н. э.) использовались бронзовые инструменты с подвижными губками, напоминающие современные штангенциркули.
В XVII веке в Европе начали применять деревянные штангенциркули, но их точность была крайне низкой из-за отсутствия шкалы нониуса. Такие штангенциркули использовались для грубых измерений в ремесленном производстве. Ключевым этапом в развитии штангенциркуля стало появление шкалы нониуса, значительно повысившая точность измерений. В конце XVIII века в Англии появились первые металлические штангенциркули с нониусом. Это было связано с развитием машиностроения и необходимостью точных измерений в промышленности. В массовое производство штангенциркули поступили в 1860-х годах, американской компанией Brown & Sharpe, сделав их доступными для широкого круга потребителей. 
В конце XX века появились цифровые модификации штангенциркулей. Среди первых были немецкие и японские (Mitutoyo) производители, кто начал их серийный выпуск. 

## Устройство
Штангенциркуль, как и другие штангенинструменты, имеет измерительную штангу (отсюда и название этой группы) с основной шкалой и нониус — вспомогательную шкалу для отсчёта долей делений. Точность его измерения — десятые или сотые (у разных видов) доли миллиметра. Точность шкалы с нониусом рассчитывается по формуле: цена деления основной шкалы разделить на количество штрихов нониуса.
На некоторых экземплярах штангенциркуля возможно также присутствие в верхней части подвижной рамки шкалы, измеряющей расстояние в дюймах. Нониус такого штангенциркуля даёт отсчёт в 1/128 дюйма.

## Снятие показаний
По способу снятия показаний штангенциркули делятся на:
- нониусные;
- циферблатные — оснащены циферблатом для удобства и быстроты снятия показаний;
- цифровые — с цифровой индикацией для безошибочного считывания.

Порядок отсчёта показаний штангенциркуля по шкалам штанги и нониуса:
- считают число целых миллиметров, для этого находят на шкале штанги штрих, ближайший слева к нулевому штриху нониуса, и запоминают его числовое значение;
- считают доли миллиметра, для этого на шкале нониуса находят штрих, ближайший к нулевому делению и совпадающий со штрихом шкалы штанги, и умножают его порядковый номер на цену деления нониуса (цена деления нониуса рассчитывается по формуле: цена деления основной шкалы, делённая на количество штрихов нониуса), у наиболее распространенных штангенциркулей ШЦ-1 цена деления нониуса — 0,1 мм.
- подсчитывают полную величину показания штангенциркуля, для этого складывают отсчёт по основной шкале (число целых миллиметров) и отсчёт по шкале нониуса (долей миллиметра).

## Виды штангенинструмента
- Штангенциркуль — универсальный инструмент, предназначенный для измерений с высокой точностью: наружных и внутренних размеров деталей и изделий; а также глубин отверстий.
- Штангенрейсмас — имеет основание, нижняя поверхность которого является рабочей и соответствует нулевому отсчёту по шкале.
- Штангенглубиномер — прибор для измерения глубин отверстий, пазов, высоты уступов.
- Штангензубомер — предназначен для измерения толщины зубьев.

Штангенциркули по ГОСТ 166-89:
- ШЦ-I — штангенциркуль с двусторонним расположением губок для измерения наружных и внутренних размеров и с линейкой для измерения глубин.
- ШЦК — (штангенциркуль с круговой шкалой). В выемке штанги размещена рейка, с которой сцеплена шестерёнка головки, поэтому показания штангенциркуля, отвечающие положению губок, читают по шкале штанги и круговой шкале головки по положению стрелки. Это значительно проще, быстрее и менее утомительно для исполнителя, чем чтение отсчёта по нониусу;
- ШЦТ-I — с односторонним расположением губок, оснащённых твёрдым сплавом для измерения наружных размеров и глубин в условиях повышенного абразивного изнашивания.
- ШЦ-II — с двусторонним расположением губок для измерения наружных и внутренних размеров и для разметки. Для облегчения последней оснащён рамкой микрометрической подачи.
- ШЦ-III — с односторонним расположением губок для измерения наружных и внутренних размеров.
- ШЦЦ — с цифровой индикацией (электронный).

По ТУ выпускается:
- Штангенциркуль типа ПШВ.

В 2014 году запатентовано устройство (Application RU2017120932U events: caliper marker).
Штангенциркуль типа ШЦРТ (приспособление разметочное ШЦРТ).

### СССР
В СССР на профессиональном сленге разновидности штангенциркулей, массово поставлявшиеся под марками «Columbus» и «Mauser», приобрели соответствующие нарицательные имена. Таким образом, «Колумбус» или «Колумбик» — это разновидность штангенциркуля, оснащенная глубиномером, а «Маузер» — штангенциркуль повышенного качества для авиационной промышленности.
- Виды штангенциркулей
- Механический
- Циферблатный
- С микрометрической головкой
- Цифровой

## Эксплуатация
В условиях активной работы со штангенциркулем рекомендуется протирать его салфеткой, смоченной в водно-щелочном растворе, затем вытирать насухо, а по окончании работ — укладывать в чехол. Желательно не допускать при эксплуатации грубых ударов или падения измерительного прибора во избежание изгибов штанги, а также царапин на измерительных поверхностях или их трения об измеряемую деталь.
Порядок поверки штангенциркулей определён ГОСТ 8.113-85.

## Названия в разных языках
В английском языке нет отдельного слова «штангенциркуль», а подвиды оного определяются как разные подвиды штангениструмента:
- обычный штангенциркуль — Vernier caliper (так как нониус по-английски — Vernier scale);
- цифровой штангенциркуль — digital caliper;
- циферблатный штангенциркуль — dial caliper,
- штангенциркуль типа ШЦРТ— caliper marker.

В немецком языке штангенциркуль называется Messschieber, не Stangenzirkel.